# Oboga
Oboga est une commune du sud de la Roumanie située dans le județ d'Olt. Elle comporte un seul village, Oboga. Les villages de Călui et Gura Căluiu en ont été séparés en 2005 pour former la commune de Călui.